# Ernst Stöhr
Ernst Stöhr (Sankt Pölten, 1 de novembro de 1860 - Sankt Pölten, 17 de junho de 1917) foi um pintor, artista gráfico, escritor e músico austríaco. Foi um dos fundadores da Secessão de Viena.